# Lisa Stansfield
Lisa Jane Stansfield, angleška pevka, * 11. april 1966, Rochdale, velemestno področje Rochdale, velemestni okraj Greater Manchester, Anglija.
Stansfieldova je bila od leta 1983 vodilna članica in pevka skupine Blue Zone (v ZDA kot Blue Zone UK). Leta 1990 je z albumom Affection (Vdanost) postala mednarodna zvezda. Najbolj znana pesem z albuma All Around The World (Vsenaokoli po svetu) je prišla v sam vrh glasbenih lestvic, po svetu pa so prodali štiri in pol milijone izvodov albuma.
V 90. letih 20. stoletja je posnela več plošč usmerjenih v pop pod vplivom diska.